# Kreuzkopf (Kärnten)
Kreuzkopf är ett berg i Österrike.   Det ligger i distriktet Spittal an der Drau och förbundslandet Kärnten, i den centrala delen av landet, 300 km sydväst om huvudstaden Wien. Toppen på Kreuzkopf är 2 871 meter över havet.
Terrängen runt Kreuzkopf är huvudsakligen bergig, men åt sydväst är den kuperad. Närmaste större samhälle är Lienz, 15,3 km söder om Kreuzkopf. 
Trakten runt Kreuzkopf består i huvudsak av gräsmarker. Runt Kreuzkopf är det ganska glesbefolkat, med 29 invånare per kvadratkilometer.